# Adysângela Moniz
Adysângela Moniz, née le 9 mai 1987 à sur l'île de Santiago au Cap-Vert, est une judokate capverdienne combattant en catégorie des moins de 78 kg.
Elle participe aux Jeux olympiques d'été de 2012 où elle est également la porte-drapeau de sa délégation lors de la cérémonie d'ouverture.